# 永豐圳
參數所指定的目標頁面不存在，建議更正成存在頁面或直接建立下列一個頁面（建立前請先搜尋是否有合適的存在頁面可以取代）：
- 永豐圳 (富里鄉)

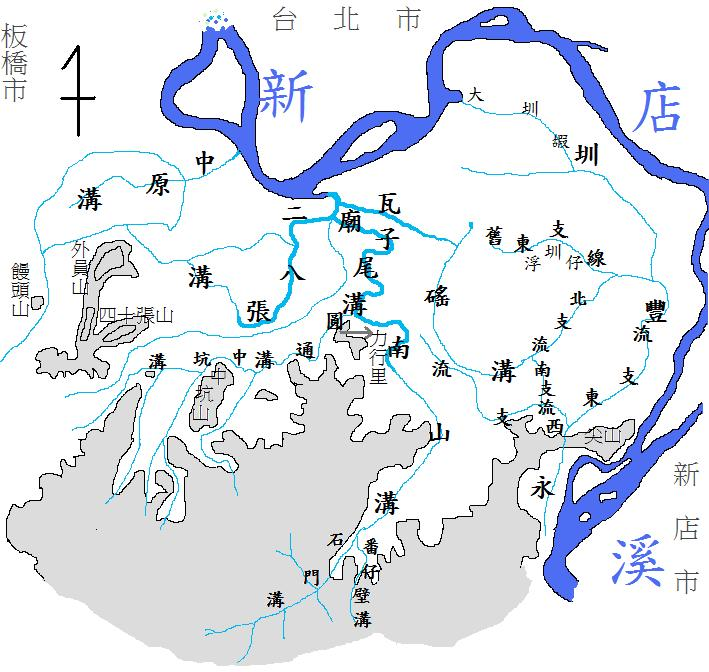
中和鄉地形圖 中和鄉志

永豐圳引新店溪碧潭水源，是中永和地區農業時代的灌溉溝渠，灌溉田八百餘甲(中和491甲)，今多已成為地下水道，唯在人孔鐵蓋下仍可見其湍急流水。

## 地理位置
永豐圳取水口在新店區碧潭橋附近，穿過隧道，過安和路三段後走新和國小、永安街，穿過尖山腳第一公墓，到中和區秀峰街的台北自來水事業處中和加壓站，附近有一汴頭及分水閘門，約在秀峰街81巷10號的電線桿分流，西支流往秀峰街，往西北方向，灌溉南勢角、枋寮等地；東支流往秀朗路三段，灌溉秀山、秀朗、潭墘與店街（舊東支線）、溪州(新東支線)等地。

## 興建沿革
在中和區南勢角一帶，今中和區立圖書館旁的埤仔頭福德宮附近，原本有一個很大的灌溉蓄水區，稱為「南勢角大陂」，以此水源的灌溉渠道稱為「八股大圳」。然而由於利用小河水源或是埤塘蓄水已不敷拓墾水田的需求，故需引大河的水源做為灌溉用水，而永豐圳完成後便取代了「南勢角大陂」。

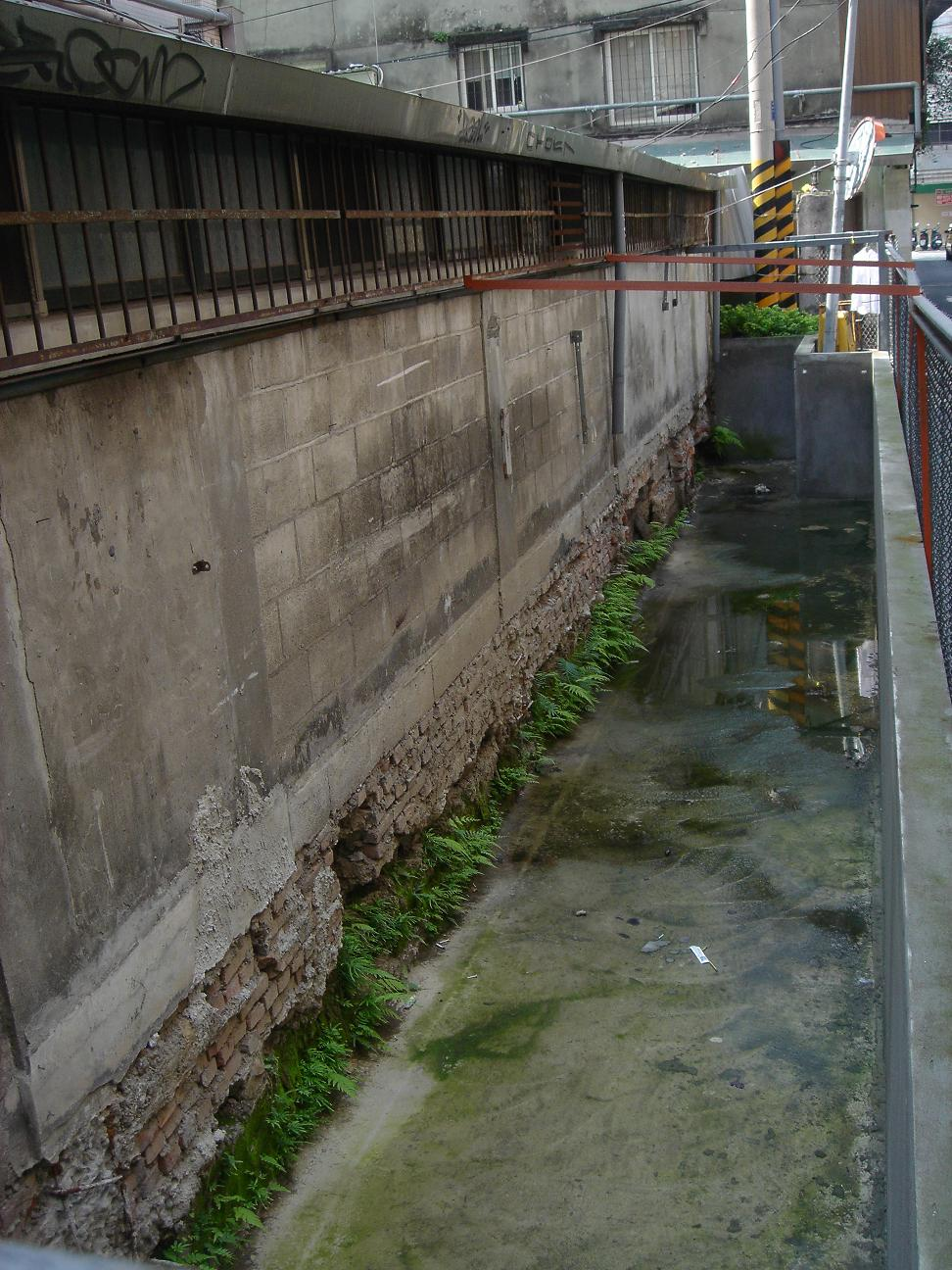
復興商工後方的浮圳仔遺址

永豐圳原長約五里(華里)餘，乃是清朝乾隆初年，為了灌溉，墾號「林成祖」利用新店溪的水源開鑿永豐圳，在碧潭築堰取水，至乾隆18年（1753年）全圳鑿成。初期主要灌溉地區包括南勢角、枋寮庄，灌溉田一百九十餘甲，工程浩大貫穿尖山。乾隆18年（1753年）碧潭對面的大坪林五庄庄民把碧潭水源換給郭錫瑠(詳見瑠公圳)後，林成祖墾號所闢的永豐圳將水源移往上游。到了乾隆60年（1795年）由張仲裔領導出資，和林登選合夥，以乾隆18年（1753年）以後荒廢的永豐圳故道為基礎，開鑿安坑圳，分享碧潭水源，灌溉外五張庄、赤塗崁一帶。

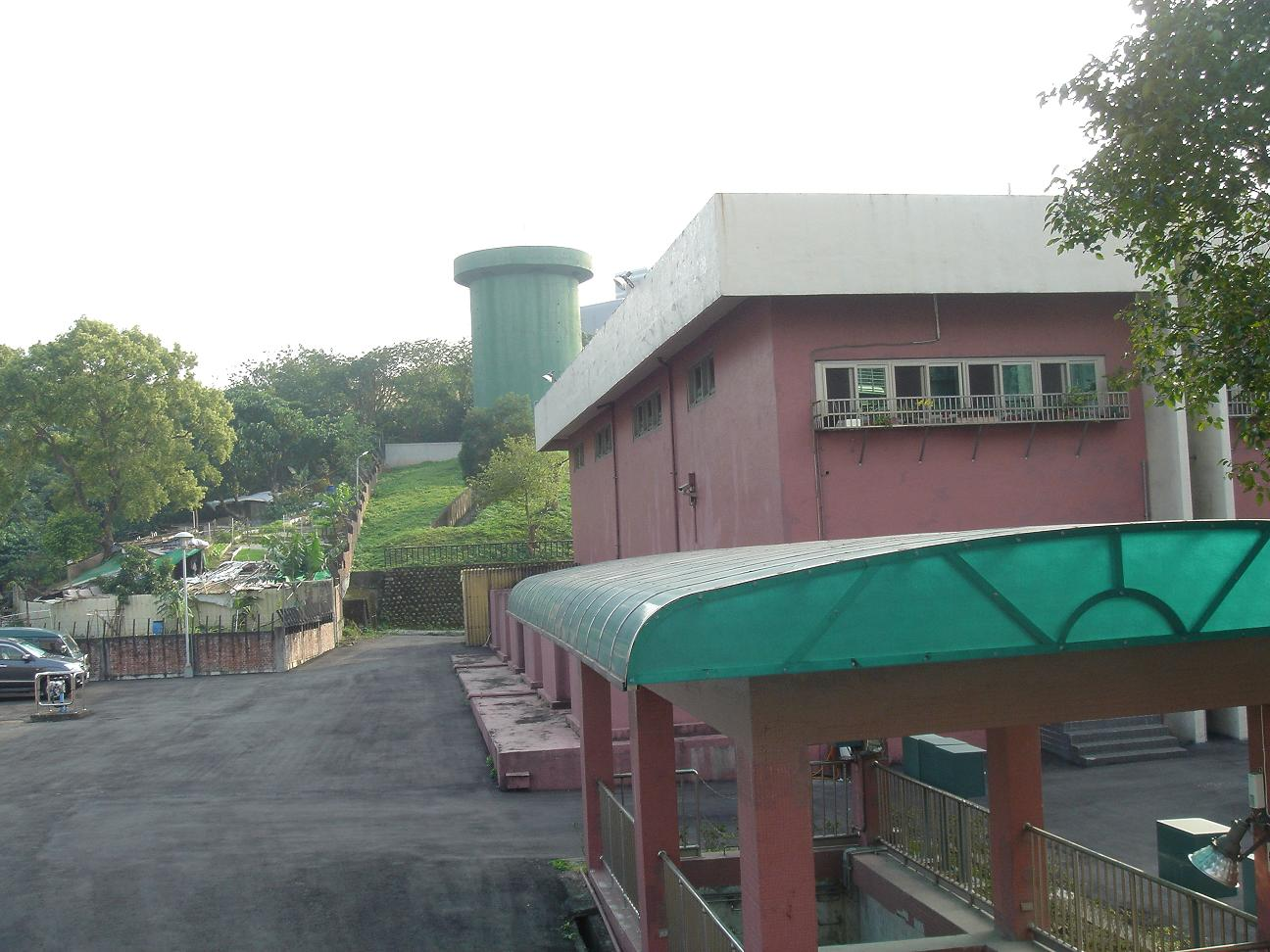
台北自來水事業處 中和加壓站

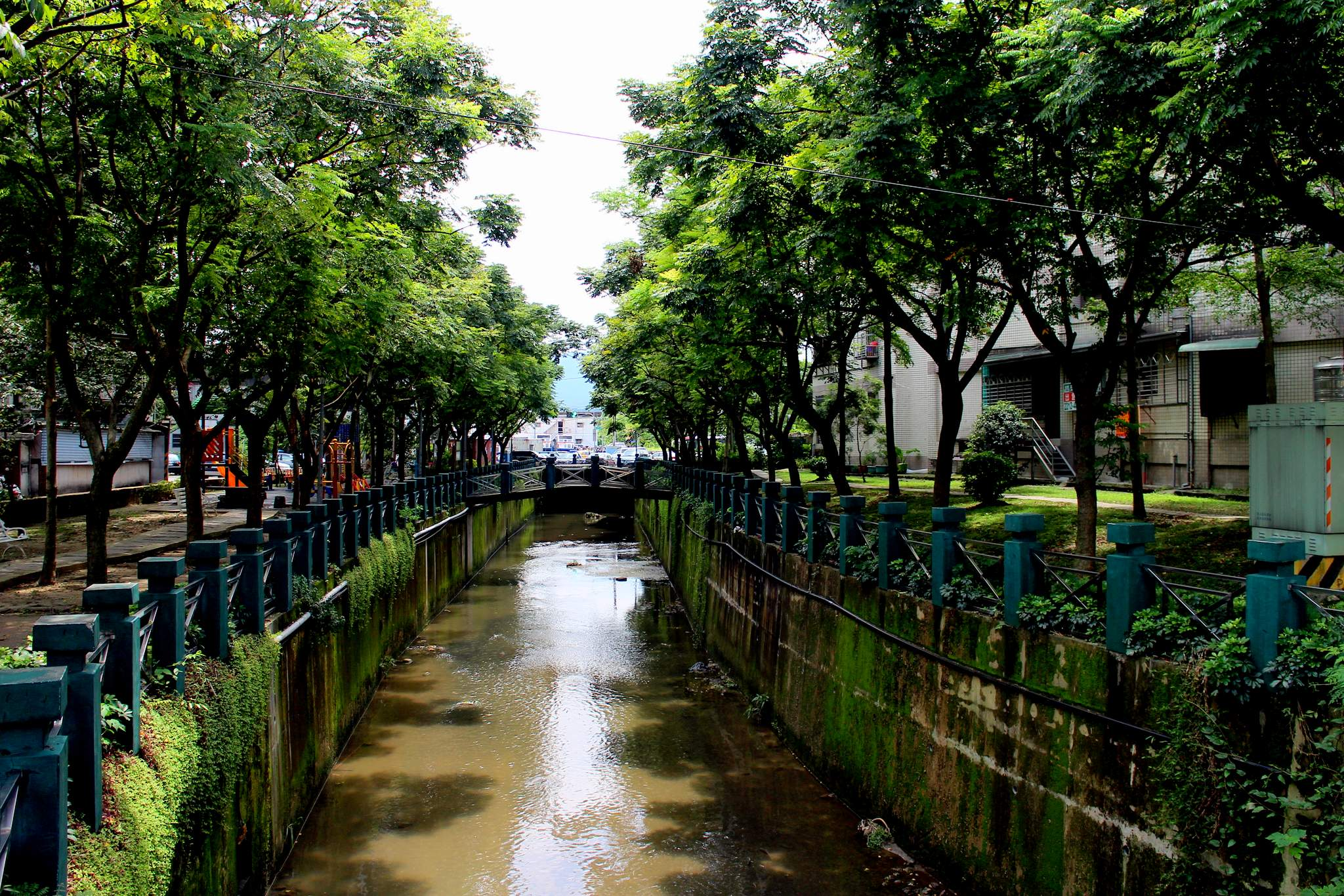
位於新店安坑碧安街與安民街旁的永豐圳區段

據說乾隆年間，永豐圳境內有一水潭，在興建永豐圳「舊東支線時」時，因為秀朗路二段地勢高，秀安街的地勢也較高，但在中間的地方較為低窪（今復興商工），所以用土把其堆高築渠以利引水，此段稱為「浮圳仔」或「浮圳仔公」，浮圳仔流經了今復興商工的後門與永和國小前門。所以到後來永豐圳不只灌溉南勢角與枋寮二庄，「舊東支線」完成時，灌溉區域拓展到舊中和庄的尖山腳、秀朗、潭墘，新東支線完成後，還達到龜崙蘭頂下的溪州田地。
明治34年（1901年）公布「台灣公共埤圳規則」，明治39年（1906年）永豐圳與安坑圳兩圳合稱為公共埤圳永豐圳，灌溉新店市安坑和永和市一帶，灌溉面積690公頃。
永豐圳東支流經過永和區秀朗里，當地有斜坡可以利用水利，以水車轉動石碓舂打米穀，故有一地名水碓仔位於成功路48巷口。永豐圳灌溉用水引入永和秀朗地區的水閘門，位置約在秀朗路二、三段交界處。秀朗十八汴頭，為灌溉全永和的永豐圳主要的引水源頭。流經文化街的永豐圳大水溝則稱為「大圳嘏」。
永和的土質為沙質，適合栽植蘿蔔，一開始有人在頂溪種白蘿蔔，有了永豐圳的灌溉後，使其他地方也能種植，故永和蘿蔔盛產。從前有很多婦女會在圳溝旁洗蘿蔔，甚至永豐圳上游的蘿蔔收成後，也可以藉由水運在店街由地主收集起來後販售。儘管永豐圳在民國79年（1990年）已全面廢止灌溉功能了，不過仍可看到永和仁愛公園在仁愛路入口的巨大蘿蔔雕塑與下方的人造水流（非原址），以紀念這段歷史。